# Württembergische Cattunmanufaktur

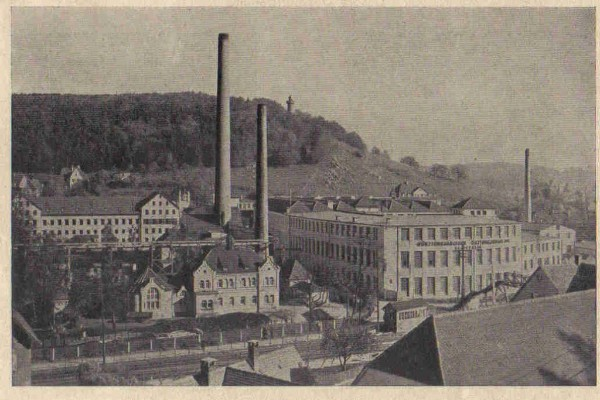
Württembergische Cattunmanufaktur in Heidenheim an der Brenz

Aktie über 100 Reichsmark der Württembergischen Cattunmanufaktur vom Dezember 1941

Die Württembergische Cattunmanufaktur wurde 1766 in Heidenheim an der Brenz, einer Stadt im Osten Baden-Württembergs, gegründet.

## Geschichte
Im Jahr 1766 eröffnete der Textilfabrikant Johann Heinrich Schüle aus Augsburg eine Baumwolldruckerei am Heidenheimer Brenzsee. 1768 kehrte er wieder nach Augsburg zurück und Johann Christian Meebold aus Sulz am Neckar kaufte die Gebäude und gründete das Unternehmen Meebold, Hartenstein & Comp., das seit 1788 als Meebold, Schüle & Comp. firmierte. Nach Auflösung der Kontinentalsperre geriet das Unternehmen in Absatzschwierigkeiten und wurde 1817 aufgelöst. Der Teilhaber Ludwig Hartmann kaufte Teile des Betriebs und gründete 1818 die Firma Hartmann, aus der später die Verbandstofffabrik Hartmann hervorging.
Im Jahr 1823 erwarben die Brüder Christian Friedrich und Johann Gottlieb Meebold die von Hartmann nicht übernommenen Anlagen und gründeten die Indiennefabrik Gottlieb und Friedrich Meebold. Nach der Gründung des Deutschen Zollvereins im Jahr 1833 wurde der Kattundruck ausgebaut. Robert Meebold wandelte das Familienunternehmen 1856 in eine Aktiengesellschaft um. Seit der ersten Hälfte des 20. Jahrhunderts war die Württembergische Cattunmanufaktur eine Tochter der I.G. Farben, die stark mit dem nationalsozialistischen Regime verwoben war. 1966 wurde die Produktion und 1981 der Textildetailverkauf eingestellt. Die Werkswohnungen in der Heidenheimer WCM-Siedlung wurden verkauft und die Betriebsanlagen in die WCM Beteiligungs- und Grundbesitz-Aktiengesellschaft mit Sitz in Hamburg eingebracht.